# 菩提樹 リンデンバウム
『菩提樹 リンデンバウム』（ぼだいじゅりんでんばうむ）は、大和和紀の少女漫画『菩提樹』を原作とする1988年の日本映画。主演・南野陽子、監督・山口和彦。東映東京撮影所・エス・ワンカンパニー製作、東映配給。
「リンデンバウム」（Lindenbaum）は、ドイツ語で「菩提樹」の意味。劇中でも早坂翼（神田正輝）が説明するシーンがある。
幼い頃に両親を亡くし、正体不明のあしながおじさんの援助で名門医大に入学したヒロインが、やがてその意外な正体を知り、葛藤する姿を描く。

## キャスト
- 中原麻美：南野陽子
- 早坂翼：神田正輝
- 森次駿：竹本孝之
- 島田二郎：柳沢慎吾
- 杉本せりあ：藤代美奈子
- 瀬川富子：比企理恵
- 佐伯瑶子：結城しのぶ
- 神崎衿子：入江若葉
- 神崎理沙子：林美穂
- 深川教授：鈴木瑞穂
- 葛城柊子：松原千明
- 神崎学長：神山繁

## スタッフ
- 監督：山口和彦
- 脚本：内藤誠・桂千穂
- 原作：大和和紀（講談社コミックスフレンド）
- 企画：翁長孝雄（東映）・中曽根千治（東映）・西村孔伸（エス・ワンカンパニー）
- プロデューサー：稲生達朗（東映）・河瀬光（東映）・富田正人（エス・ワンカンパニー）
- 撮影：奥村正祐
- 美術：高橋章
- 音楽：加藤和彦
- 音楽プロデューサー：石川光
- 主題曲：南野陽子「あなたを愛したい」（作詞：田口俊・作曲編曲・萩田光雄、CBS・ソニー）
- 挿入曲：「菩提樹」：ヴェルニゲローデ少年少女合唱団（ドイツ・シャルプラッテンレコード、発売：徳間ジャパン）、唄：テルツ少年合唱団（発売：フォンテック）
- 録音：林鉱一
- 照明：篠崎豊治
- 編集：椙本英雄

## 製作
南野陽子は歌手としてより先に女優として成功した。東映が制作したフジテレビ系のテレビドラマ『スケバン刑事II 少女鉄仮面伝説』でブレイクし、映画デビュー作『スケバン刑事』、二作目『はいからさんが通る』とも大ヒット。東映はテレビと映画で南野の売り出しに貢献した。南野の三作目の映画として東映は林葉直子原作の『とんでもポリスは恋泥棒』を決定したが、イメージの違いから南野が拒否。以降二転三転し、結局、『はいからさんが通る』と同じ原作者の作品の映画化になった。東映とともに製作会社としてクレジットされているエス・ワンカンパニーは当時の南野陽子の所属事務所。
監督の山口和彦は漫画原作を中心とした"不良性感度映画"を散々撮っていた人で、本作で初めて文芸調の映画に挑んだ。抜擢経緯は不明だが、川本三郎は「東映では鷹森立一と並んで女優を優しく撮る監督」と評価しており、ナンノの顔のアップは勿論、スーツで歩く姿などが美しいことから、早坂翼（神田正輝）の別荘を訪ねるナンノが歩くシーンの全身を右から左まで引きのカットゆっくり見せる等、目まぐるしく衣装を替えるナンノを綺麗に撮っている。出色はテニスルック。
葛城柊子（松原千明）が中原麻美（南野陽子）に「ちり紙（ちりがみ）とハンカチ持ったあ?…（入学）式の前にはちゃんとトイレ行きなさいよー」と言ったり、当たり役『ふぞろいの林檎たち』とほぼ同じキャラを演じる柳沢慎吾（島田二郎）が麻美をナンパするシーンで「血液型BとBでB&Bなんちゃってねえ」と、これらは今日では意味が通じないかもしれない。麻美（南野）がその島田（柳沢）たち、グループで初コンパ酒を飲み、バイトで先に帰る森次駿（竹本孝之）に合わせて帰り、二人で雨宿りをした後、森（竹本）に自宅に行く積極的にもほどがある展開。瀬川富子（比企理恵）は見せ場なしの地味な役。
室内シーンは佐伯瑶子（結城しのぶ）がママを務めるクラブ以外はほぼセットであるが、森（竹本）が住む佐伯（結城）の部屋は、佐伯がカーテンを開けると遠くの景色が映り、実際の豪華マンションで撮影されている。ラスト近くに早坂（神田）のカルテの住所が東京都港区麻布十番3-10-〇と実在する住所が書かれている。麻美（南野）と葛城（松原）との関係はラスト近くに明かされるが弱い。 	

## ロケ地
エンドクレジットに撮影協力として、昭和女子大学、長野県八ヶ岳高原海ノ口自然郷、八ヶ岳高原ロッジ、産業能率短期大学、アドバンテック東洋化学産業（株）、久保田商事（株）、柴田化学器械工業（株）、（株）平山製作所、井内盛栄堂が表示される。

## 作品の評価

### 興行成績
薬師丸ひろ子主演の松竹『ダウンタウン・ヒーローズ』と同日公開で、南野VS.薬師丸の"アイドル映画対決"と話題を呼んだ。製作費5億円の『ダウンタウン・ヒーローズ』に対して本作は併映『ビー・バップ・ハイスクール 高校与太郎音頭』と合わせて製作費6億円。本作は1988年9月2日までの四週間の上映に対して、『ダウンタウン・ヒーローズ』1988年9月14日までの六週間の上映。四週間と六週間では単純に比較出来ないが、8月末時点ではナンノが勝ったと報道する媒体もあった。配給収入7.3億円と、製作費の安さを考慮すれば効率のいいヒットといえた。『ビー・バップ・ハイスクール』と両作品ともビデオ販売やテレビ化権等でかなり儲けが出てたとされる。

### 批評家評
しかし東映としては10億円は行くと予想していたため、1988年9月20日に東映本社で行われた『映画時報』の東映幹部の対談では反省の弁が聞かれた。鈴木常承営業部長は「話が暗かった」などと、小野田啓宣伝部長は「『南野陽子の方に宣伝に力を入れて下さい』と鈴木部長に頼んでいたんですが、南野陽子の方は『スケバン刑事』で出てきたので、ファンは南野陽子に対してある程度おキャンなイメージを持っていると思うんです。その意味では『はいからさんが通る』は比較的おキャンな感じが出ていたんですが、『菩提樹』は女子大生の役で、映画自体が暗い感じだったものですから、南野陽子のイメージと合わない部分があったのではないか。どんなに売れているタレントさんでも役柄とファンが持っているイメージとが合わないと上手く行かないという証明になったわけで、いい勉強をさせてもらいました」などと述べている。
『シティロード』は「いやいや、やってくれました。桂&内藤誠脚本を大映テレビのノリで演出しちゃうとは山口和彦監督もおチャメだ…何で宇津井健と石立鉄男が出てないの！」などと評した。
寺脇研は「『あしながおじさん』をモチーフにした話の筋が陳腐でシラケさせる」と評している。

## 同時上映
- 『ビー・バップ・ハイスクール 高校与太郎音頭』
  - 主演：仲村トオル ／ 監督：那須博之

※「ビー・バップ・ハイスクールシリーズ」第五弾